# Antoine Adams
Antoine Xavier Adams (* 31. August 1988 in Basseterre) ist ein Sprinter von St. Kitts und Nevis.
Bei den Leichtathletik-Weltmeisterschaften 2011 in Daegu gewann er mit dem Quartett aus St. Kitts und Nevis die Bronzemedaille in der 4-mal-100-Meter-Staffel.
Bei den Olympischen Spielen 2012 in London schied er über 200 Meter in den Vorläufen aus, über die 100-Meter-Distanz erreichte er das Halbfinale.
Als Erster der nationalen Meisterschaften qualifizierte er sich für die Weltmeisterschaften 2013 in Moskau, wo er mit 10,18 s das Halbfinale erreichte, dort dann aber mit 10,17 s als Fünfzehntschnellster ausschied. Auch über 200 Meter erreichte er das Halbfinale, und auch hier musste er sich mit 20,47 s der Konkurrenz geschlagen geben.
Bei den erstmals ausgetragenen IAAF World Relays 2014, den inoffiziellen Staffel-Weltmeisterschaften, wurde er mit der 4-mal-200-Meter-Staffel aus St. Kitts und Nevis Zweiter. Über die 4-mal-100-Meter-Strecke erreichten sie nicht das Finale.

## Persönliche Bestzeit
- 100 m: 10,01 s, 16. Juni 2013, Basseterre
- 200 m: 20,13 s, 7. Juli 2013, Morelia